# Puchar Interkontynentalny w Lekkoatletyce 2018 – rzut oszczepem mężczyzn
Rzut oszczepem mężczyzn – jedna z konkurencji technicznych rozgrywana w ramach lekkoatletycznyego pucharu interkontynentalnego na Stadionie miejskim w Ostrawie-Witkowicach.

## Terminarz
Źródło: worldathletics.org.
| Data       | Godzina |
| ---------- | ------- |
| 9 września | 16:05   |

## Rekordy
Tabela prezentuje rekord świata, rekord pucharu interkontynentalnego, rekordy kontynentów oraz najlepszy wynik na listach światowych w sezonie 2018 przed rozpoczęciem mistrzostw.
|                                     | Zawodnik            | Wynik | Miejsce      | Data                      |
| ----------------------------------- | ------------------- | ----- | ------------ | ------------------------- |
| Rekord świata                       | Jan Železný         | 98,48 | Jena         | 25 maja 1996(dts)         |
| Listy światowe                      | Johannes Vetter     | 92,70 | Leiria       | 11 marca 2018(dts)        |
| Rekord pucharu interkontynentalnego | Andreas Thorkildsen | 89,26 | Split        | 5 września 2010(dts)      |
| Rekord Afryki                       | Julius Yego         | 92,72 | Pekin        | 26 sierpnia 2015(dts)     |
| Rekord Azji                         | Zhao Qinggang       | 89,15 | Inczon       | 2 października 2014(dts)  |
| Rekord Ameryki Północnej            | Breaux Greer        | 91,29 | Indianapolis | 21 czerwca 2007(dts)      |
| Rekord Ameryki Południowej          | Édgar Baumann       | 84,70 | San Marcos   | 17 października 1999(dts) |
| Rekord Europy                       | Jan Železný         | 98,48 | Jena         | 25 maja 1996(dts)         |
| Rekord Australii i Oceanii          | Jarrod Bannister    | 89,02 | Brisbane     | 29 lutego 2008(dts)       |

## Rezultaty
Źródło: worldathletics.org.
| Pozycja | Zawodnik              | Drużyna        | Runda | Runda | Runda | Runda    | Runda | Rezultat | Punkty | Uwagi |
| Pozycja | Zawodnik              | Drużyna        | 1.    | 2.    | 3.    | Półfinał | Finał | Rezultat | Punkty | Uwagi |
| ------- | --------------------- | -------------- | ----- | ----- | ----- | -------- | ----- | -------- | ------ | ----- |
| 1.      | Thomas Röhler         | Europa         | x     | 84,30 | 86,39 | 80,61    | 87,07 | 87,07    | 8      |       |
| 2.      | Cheng Chao-tsun       | Azja i Oceania | 76,25 | 76,99 | 82,06 | 83,28    | 81,81 | 83,28    | 7      |       |
| 3.      | Anderson Peters       | Ameryka        | 74,49 | 80,86 | 77,97 | 78,42    | NQ    | 80,86    | 6      |       |
| 4.      | Julius Yego           | Afryka         | 74,87 | 74,64 | 77,71 | 78,41    | NQ    | 78,41    | 5      |       |
| 5.      | Jakub Vadlejch        | Europa         | x     | 79,67 | 84,76 | NQ       | NQ    | 84,76    | 4      |       |
| 6.      | Neeraj Chopra         | Azja i Oceania | 80,24 | 79,76 | x     | NQ       | NQ    | 80,24    | 3      |       |
| 7.      | Phil-Mar van Rensburg | Afryka         | 74,68 | 76,23 | 76,23 | NQ       | NQ    | 76,23    | 2      |       |
| 8.      | Arley Ibargüen        | Ameryka        | 67,63 | x     | 71,08 | NQ       | NQ    | 71,08    | 1      |       |

## Klasyfikacja drużynowa
Źródło:
| Miejsce | Drużyna        | Punkty indywidualne | Punkty drużynowe |
| ------- | -------------- | ------------------- | ---------------- |
| 1.      | Europa         | 12                  | 8                |
| 2.      | Azja i Oceania | 10                  | 6                |
| 3.      | Ameryka        | 7                   | 3                |
| 3.      | Afryka         | 7                   | 3                |